# Pic Thompson
Le pic Thompson, en anglais Thompson Peak, situé à 3 277 mètres d'altitude, est le sommet le point culminant du chaînon Sawtooth, dans l'État américain de l'Idaho.

## Géographie
Son sommet se situe dans le comté de Custer. Il fait partie de la Sawtooth National Recreation Area (en), elle-même comprise dans la forêt nationale de Sawtooth. À environ 9,7 km au nord-est du pic Thompson se trouve le village de Stanley. Les lacs Redfish (en) et Little Redfish (en) se situent à quelques kilomètres à l'est. Au nord s'élève le pic Williams (en), qui s'elève à 3 277 mètres d'altitude.

## Ascension
Cinq itinéraires permettent d'accéder au sommet du pic Thompson.
- Vue panoramique depuis le sommet.

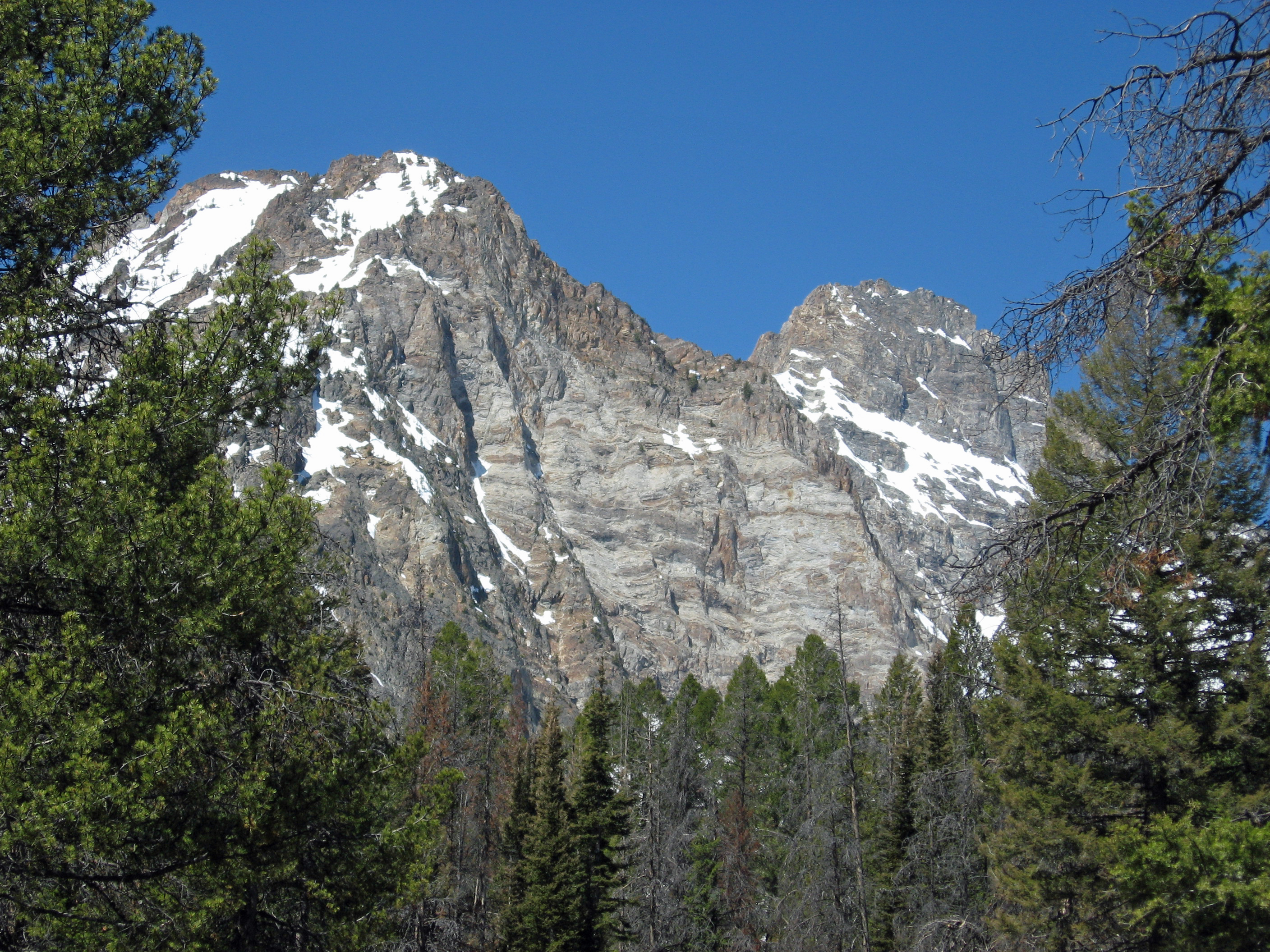
Le pic vu d'un sentier.